# Michele Andreolo
Miguel Ángel "Michele" Andreolo Frodella (6. september 1912 - 14. maj 1981) var en uruguayansk fodboldspiller (midtbane), naturaliseret italiener.
Andreolo blev italiensk statsborger efter han var emigreret til landet for at spille professionelt i Serie A. Han blev verdensmester med Italiens landshold ved EM 1938 i Frankrig, og spillede samtlige italienernes fire kampe i turneringen. Han nåede i alt at spille 26 landskampe.
På klubplan spillede Andreolo for henholdsvis Nacional i Uruguay, samt for blandt andet Bologna og Napoli i Italien. Han vandt to uruguayanske mesterskaber med Nacional og hele fire Serie A-titler med Bologna.